# ژنوتیپ‌یابی با توالی‌یابی
در زمینه توالی‌یابی ژنتیکی، ژنوتیپ‌یابی با توالی‌یابی یا تعیین ساختار ژنتیکی با توالی‌یابی (به انگلیسی: Genotyping by sequencing)، (که GBS نیز نامیده می‌شود)، روشی برای کشف چندریختی‌های تک‌نوکلئوتیدی (SNP) به منظور انجام مطالعات ژنوتیپ‌یابی، مانند مطالعات ارتباط گسترده ژنوم (مطالعه همباشی سراسرژنوم (GWAS)) است. ژنوتیب‌یابی با توالی‌یابی از آنزیم‌های محدودکننده برای کاهش پیچیدگی ژنوم و ژنوتیپ چندنمونه DNA استفاده می‌کند. پس از هضم، PCR برای افزایش مخزن قطعات انجام می‌شود و سپس کتابخانه‌های GBS با استفاده از فناوری‌های توالی‌یابی نسل بعدی، توالی‌یابی می‌شوند، که معمولاً سبب قرائت‌های تک پایانی حدود ۱۰۰ جفت باز می‌شود. نسبتاً ارزان است و در اصلاح نباتات به کار می‌رود. اگرچه GBS رویکردی شبیه به روش توالی‌یابی DNA همراه با مکان محدود (RAD-seq) ارائه می‌کند، اما آنها به روش‌های اساسی متفاوت هستند.